# Aberdeenshire West (circonscription du Parlement écossais)
Circonscription parlementaire du Parlement écossais
La circonscription d'Aberdeenshire West est une circonscription électorale écossaise crée en 2011.

## Liste des députés
| Élection | Député            | Parti | Parti        |
| -------- | ----------------- | ----- | ------------ |
| 2011     | Dennis Robertson  |       | SNP          |
| 2016     | Alexander Burnett |       | Conservateur |

## Résultats des deux candidats arrivés en tête
| Élection | Candidat arrivé 1er | Parti | Parti        | Score  | Candidat arrivé 2e | Parti | Parti               | Score  |
| -------- | ------------------- | ----- | ------------ | ------ | ------------------ | ----- | ------------------- | ------ |
| 2011     | Dennis Robertson    |       | SNP          | 42,6 % | Mike Rumbles       |       | Libéraux-démocrates | 28,2 % |
| 2016     | Alexander Burnett   |       | Conservateur | 38,1 % | Dennis Robertson   |       | SNP                 | 35,5 % |